# Karl Dändliker
Karl Dändliker (* 6. Mai 1849 in Elsau; † 14. September 1910 in Küsnacht) war ein Schweizer Historiker.

## Leben
Der Sohn von Karl Dändliker, Pfarrer in Rorbas, und der Marie Dändliker, geborene Ulrich, besuchte das Gymnasium in Zürich. Er studierte von 1868 bis 1870 Geschichte an der Universität Zürich, wo er unter anderem Max Büdinger und Georg von Wyss hörte, sowie von 1870 bis 1871 an der Ludwig-Maximilians-Universität München, wo er mit einer Schrift zum römischen Historiker Herodian promoviert wurde.
1872 arbeitete er als Lehrer für Geschichte und Geografie am Lehrerseminar Küsnacht. An der Universität Zürich wurde er 1875 habilitiert und 1887 zum ausserordentlichen Professor für schweizerische Verfassungsgeschichte und Zürcher Geschichte ernannt. Er stand in freundschaftlicher Verbindung zum Historiker Johann Jakob Müller.
Dändliker schrieb unter anderem eine dreibändige Geschichte der Schweiz (1884–1900) sowie Lehrbücher für Sekundar- und Mittelschule zur allgemeinen und zur Schweizer Geschichte.